# ブレーキンゲ地方
ブレーキンゲ地方（ブレーキンゲちほう、Blekinge [ˈblêːkɪŋɛ] ( 音声ファイル)）はスウェーデン南部イェータランドの地方の1つ。

## 地理・生態系
ブレーキンゲ地方の南部のバルト海沿岸には花崗岩の海岸があり、塩分濃度が低い湾、ラグーン、三角江が分布している。海岸のすぐ近くには多くの島があり、ブレーキンゲ諸島をなしている。
島々にオークの森林が多く、その中にヨーロッパミヤマクワガタ、オウシュウオオチャイロハナムグリ、マクラタケ、オオマンネンタケ、シロイワボシゴケなどが見られる。また、メルム川にはタイセイヨウサケ、ブラウントラウト、汽水域の入り江にはノーザンパイク、ヨーロピアンパーチ、タイセイヨウニシンなどの魚類の産卵場と生育地であり、バルト海固有種のシャジクモ類のChara horridaも見られる。一帯は水鳥の繁殖、休憩、越冬の場所であり、キンクロハジロ、ホンケワタガモ、カワウ、カワセミ、オニアジサシ、コアジサシなどが見られる。
ブレーキンゲ諸島は2001年にラムサール条約登録地となり、2011年にユネスコの生物圏保護区に指定された。また、メルム川およびプカヴィクも2001年にラムサール条約登録地となった。